# Zaturno
Juan Lagos (Santiago, 4 de abril de 1981), más conocido como Zaturno, es un rapero y músico chileno. Desde muy joven se ha vinculado a grupos como Tiro de Gracia y Tapia Rabia Jackson, y luego en carrera como solista. Sus pasos musicales han tenido como objetivo, en sus palabras, «chilenizar el hip-hop». En el proceso ha atravesado fronteras, de Chile a Suecia y se le han sumado colaboradores tan importantes como Jorge González.

## Biografía
Juan Lagos nació en Santiago de Chile. Comenzó su carrera como rapero tras acercarse a las filas de Tiro de Gracia en 1995, integrado gracias a su experiencia previa en colectivos de rap y baile como Ki-Clan, de Puente Alto, y Los Tapia, de La Florida, y logrando así su primer disco debut Ser Humano!!. Con tan sólo 14 años, participó activamente en la producción del primer proyecto de Hip hop chileno que logró trascender a la escena alternativa.
Zaturno comenzó su carrera como parte del grupo Tiro de Gracia, participando en dos discos, Ser Humano (1997) con el que tuvieron el mayor Récord de ventas en Chile ese año, con más de 100.000 copias vendidas obteniendo Disco de Oro, Platino y Doble Platino, luego con Decisión (1999) obtuvo Disco de Oro y Platino.
Decide alejarse del grupo y crea el colectivo rapero TapiaRabiaJackson, con el que graba el disco La Conexión (2000),
Fusión de Estilos (2002) y Fusión de Estilos vol. 2 (2003).
Más adelante comienza con su carrera como solista con la que ya ha editado 2 discos, Sabor Latino (2005) y el exitoso Zaturno Espacial (2008) grabado en Estocolmo, Suecia y producido por The Salazar Brothers en los Estudios Red Line. Este disco cuenta con colaboraciones de músicos de todas las latitudes como: Jorge González de Chile, Cuban Link, Triple Seis, Noztra, Reychesta de Nueva York, Ricky, Advance Patrol de Suecia y MV Bill de Brasil.
Con su primer sencillo “Así yo soy” suena en las principales radios de Chile, Latinoamérica y Europa. Cabe destacar que en la Radio Metropol de Suecia estuvo en los primeros lugares del ranking.
Debido a este éxito fue nominado como mejor artista nuevo en los premios MTV Latinos 2009, nominación que lo hizo viajar a Colombia y compartir con grandes artistas de la talla de Juanes, Shakira y Alejandro Sanz.
Zaturno ha estado constantemente mostrando su trabajo por todo Chile y por diversos países de Latinoamérica tales como Argentina, Perú , Ecuador y Brasil donde realizó una gira Sudamericana con gran éxito.
El año 2010 graba su tercer disco como solista llamado Esencial nuevamente en los estudios Red Line con la producción de The Salazar Brothers, ganadores de 3 Grammy, en Estocolmo, Suecia.
El disco cuenta con la participación de variados músicos tales como : Nicole y Pedro Foncea de Chile, Cuban Link , Poe Rilla, Mely Mel de New York, Usa y reconocidos artistas de la escena musical Sueca.
El año 2011 sale a la venta de manera independiente el disco Esencial a través de su propio sello Zaturno Records.
Debido al éxito del disco FeriaMusic firma a Zaturno y decide hacer una reedición del Disco Esencial, esta vez sacando al mercado una edición doble que cuenta con CD  + DVD con los videos del disco.
Sus éxitos más conocidos son: Lautaro, 2001, Así yo soy, Trata de escribir, Ven ven, la versión de Tu cariño se me va, entre otros .
Cada uno de ellos con videos de gran calidad que se pueden ver a través de Youtube. 
En noviembre de 2014, Zaturno lanza su nuevo disco llamado Universos bajo su sello Zaturno Records, su cuarto disco como solista, llamado Universos, grabado en los estudios Red Line Records bajo la producción musical de The Salazar Brothers en Estocolmo, Suecia y en los estudios Aldebarán Music en Santiago de Chile.El disco cuenta con 10 tracks en los que colaboran diversos artistas tales como, Ras Daniel y Ricky de Suecia, Tim Jones de Estados Unidos, Oso 507 de Panamá, el Axel de Noruega y Kike Galdames del grupo musical Illapu.
Dándole así un sonido único donde convergen diferentes voces y estilos musicales, que van desde el regggae roots con “Nadienospara” y “Seguimoscreciendo” hasta el R&B en “SinIgual” y “Destino”.También destacan los tracks “Origen” con un sonido hip hop west coast y la canción “Amigo Enemigo” donde fluyen las rimas en un beat melancólico que hace recordar al grupo musical Los Ángeles Negros.
Su primer sencillo “Nadie nos para” (We don ́t like) estrenado en septiembre como adelanto de su nuevo disco, es una potente canción que habla de la contingencia actual y del descontento de la gente, con un ritmo hip hop roots. Cuyo video ya tiene más de 25.000 visitas y fue grabado en los bosques de Estocolmo, Suecia. Colaboran en este track su compañera Sole y Ras Daniel, vocalista de la banda sueca de reggae King Fari Band.
Su segundo sencillo y con el cual lanza de manera oficial este nuevo trabajo es “Origen” en el que participa el cantante estadounidense Tim Jones y que tiene un sonido más soul.
El video fue grabado en Santiago de Chile y fue estrenado los primeros días de diciembre.
El año 2015, participó en varios duetos, uno con el dj español Juan Magán y D-Niss cantaron la canción "Contigo", canción de la bebida Coca-Cola para la Copa América 2015, la cual ha generado polémica en redes sociales, mientras que el otro junto con Shamanes, Tommy Rey, Consuelo Schuster y Joe Vasconcellos, entre otros, cantaron el himno de la versión 2015 de la Teletón, bajo el título de "La Hacemos Todos".

## Premios
- Premios a la Música Chilena 2008: Mejor Artista Hip-Hop: Ganador
- Los Premios MTV 2009: Mejor Artista Nuevo Central: Nominado
- Premios 40 Principales 2010, Radio 40 principales: Mejor Artista Nacional: Nominado
- Radio Uno y el programa de Hip Hop Ritmo Perfecto (2011): Mejor disco "Esencial": Ganador
- Premios Pulsar 2015: Nominado a: Mejor Artista Urbano, Mejor Canción del año , Mejor Disco del año, Artista del año

## Discografía
Con Tiro de Gracia
- Ser humano!! (1997)
- Decisión (1999)

Con Tapia Rabia Jackson
- La Conexión (2000)

Zaturno & Tapia Rabia
- Fusión de Estilos (2002)
- Fusión de Estilos V2.0 (2003)

Como Solista
- Sabor latino (2005)
- Zaturno Espacial (2007)
- Zaturno Esencial (2011)
- Universos (2014)
- Futuro (2018)